# 1.º Congresso Nacional do Kuomintang

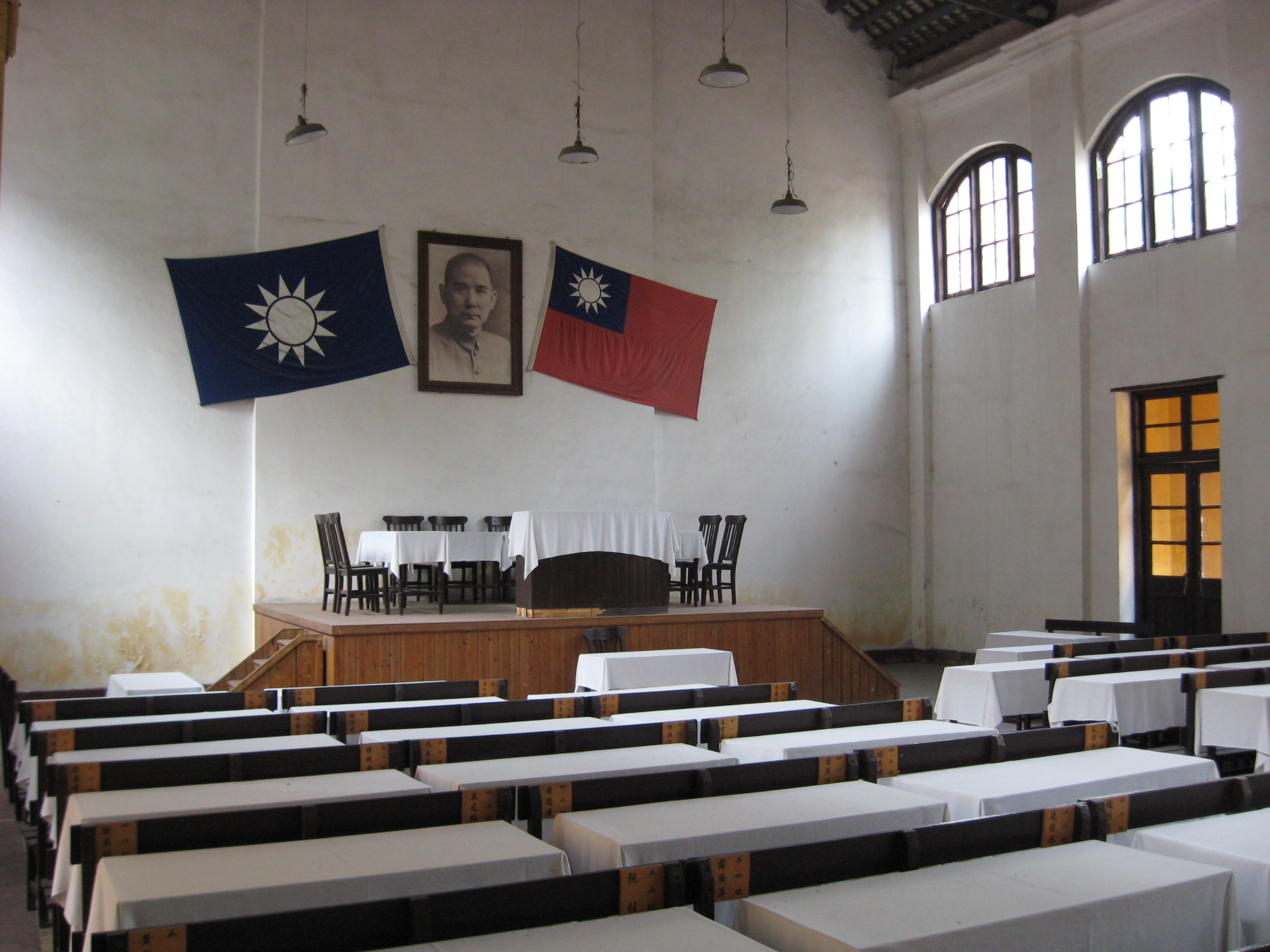
Local onde foi realizado o Congresso

O 1º Congresso Nacional do Kuomintang, ou apenas Congresso Nacional do Kuomintang, foi realizado entre os dias 20 e 30 de janeiro de 1924, em Guangzhou. Um total de 196 representantes participaram da conferência. Sun Yat-sen serviu como presidente da conferência, e Hu Hanmin, Wang Jingwei, Lin Sen, Li Dazhao e Xie Chi serviram como membros do presidium, O conselheiro soviético Borodin também participou da reunião.

## Contexto

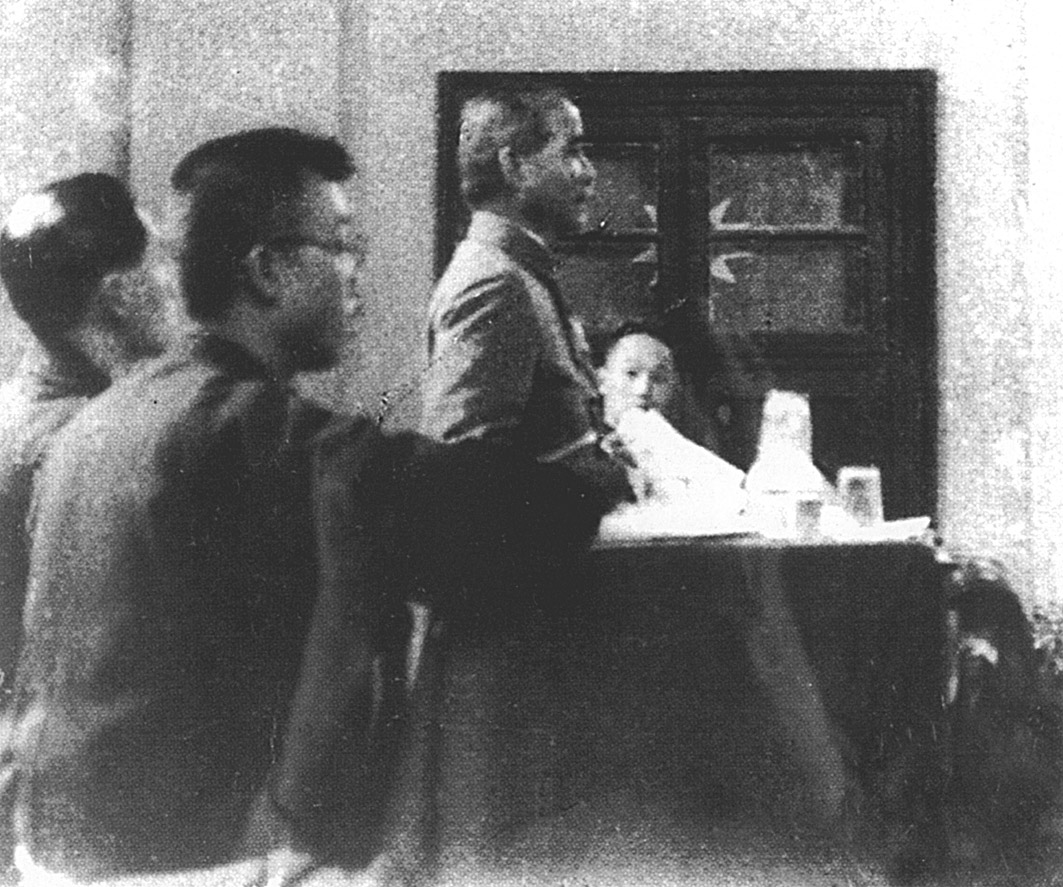
Sun Yat-sen durante o congresso

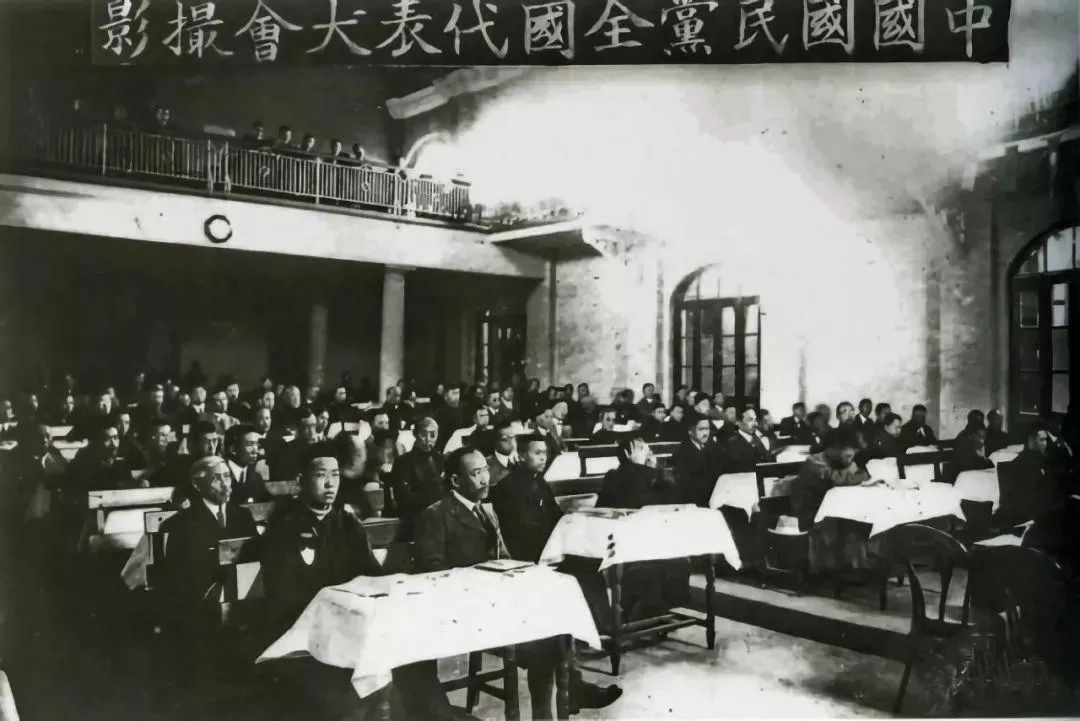
Cenário do Primeiro Congresso Nacional do Kuomintang

Após a Segunda Revolução e o Movimento de Proteção Constitucional, Sun Yat-sen começou a considerar a possibilidade de cooperação com o recém criado Partido Comunista Chinês. Em janeiro de 1923, Sun Yat-sen reuniu-se com Joffe, um representante do governo soviético em Shanghai para discutir formalmente a cooperação com o Partido Comunista. Após o encontro, eles emitiram a “ Declaração Conjunta de Sun Wen e Joffe ”.
No início do mesmo ano, em 1923, as tropas Chen Jiongming foram derrotadas pelos Exércitos dos senhores da guerras leias ao Kuomintang em Yunnan, Guangxi e Guangdong e recuaram para Dongjiang. Sun Yat-sen, então líder do Kuomintang, os nacionalistas, conseguiu retornar a Guangzhou em março. Em 29 de dezembro, Sun Yat-sen aceitou a ajuda de Lenin e do Comintern para reconstruir Palácio do Grande Marechal. O Comintern enviou Borodin para Guangzhou para servir como conselheiro de Sun Yat-sen e ajudar-lo a reorganizar Kuomintang. Em janeiro de 1924, Sun Yat-sen anunciou a implementação da política da Primeira Frente Unida no Primeiro Congresso Nacional do Kuomintang e emitiu que o foco seria combater o feudalismo e o imperialismo.

## Reunião

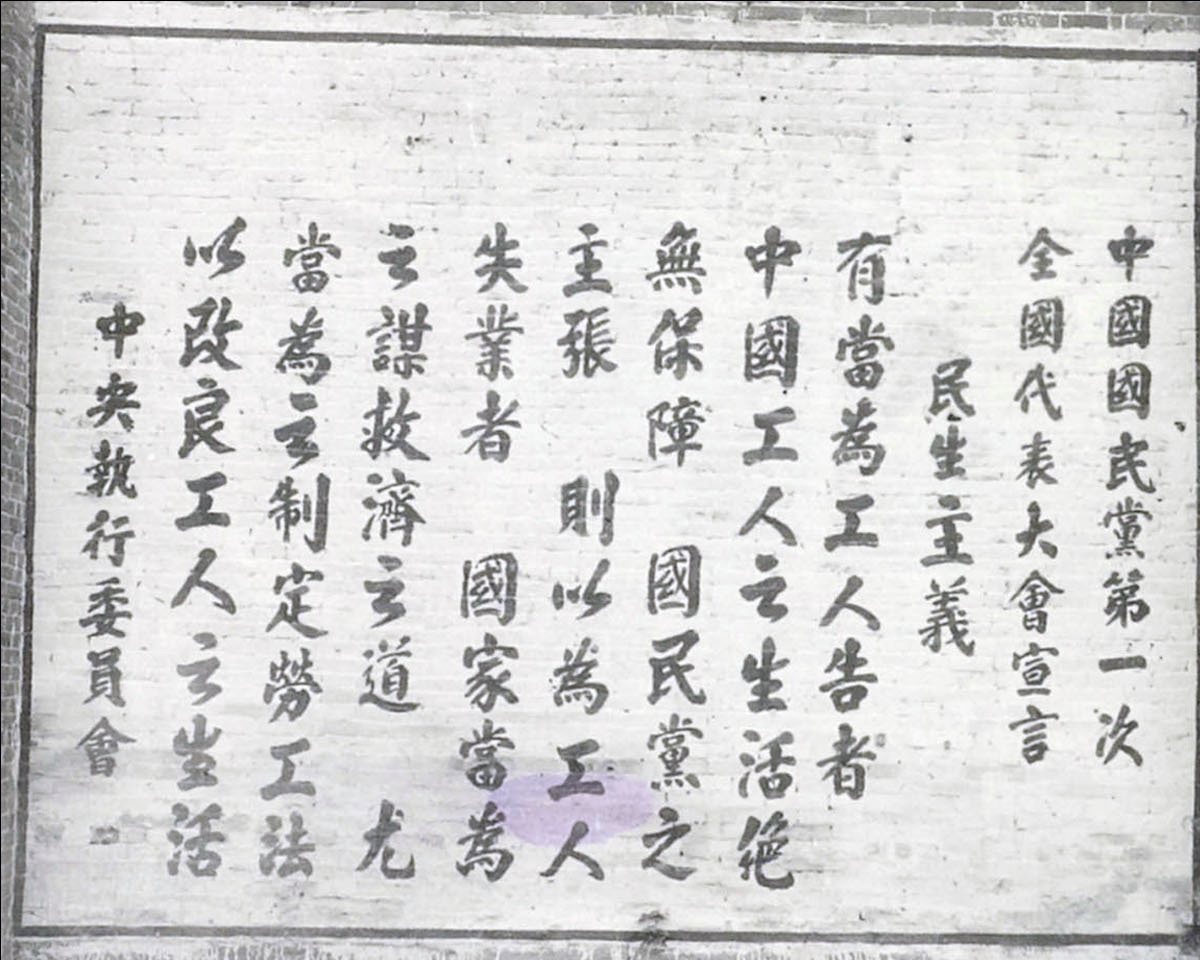
Em 1924, o Congresso declarou os "Princípios de Subsistência do Povo" nas ruas de Guangzhou.

Esta conferência elegeu 24 membros do Comitê Central do Kuomintang, tendo o Primeiro-Ministro como Presidente, e 17 membros suplentes do Comité Executivo Central, 5 membros do Comité Central de Supervisão e 5 membros suplentes do Comité Central de Supervisão; O Comitê Executivo Central é a autoridade máxima quando o Congresso Nacional não está reunido.

## Organização

### Membros do Comitê Executivo Central (24 pessoas)
- Hu Hanmin (1879-1936, Panyu, Guangdong), membro do Comitê Permanente do Departamento Executivo de Xangai e Diretor do Departamento de Organização
- Wang Zhaoming (1883-1944, Shaoxing, Zhejiang), membro do Presidium do Comitê Central
- Zhang Jingjiang (1877-1950, Wuxing, Zhejiang)
- Liao Zhongkai (1877-1925, Huiyang, Guangdong), Ministro das Finanças na sede do Gabinete do Generalíssimo e Governador da Província de Guangdong
- Li Liejun (1882-1946, Wuning, Jiangxi), Chefe do Estado-Maior do Quartel-General do Generalíssimo
- Ju Zheng (1876-1951, Guangji, Hubei), Diretor-Geral do Ministério de Assuntos Internos do Comitê Permanente do Comitê Central do PCC
- Dai Jitao (1891-1949, Wuxing, Zhejiang), Ministro do Departamento Central de Propaganda e Membro do Comitê Permanente do Comitê Central
- Lin Sen (1868-1943, Marquês de Min, Fujian), Ministro do Departamento de Construção da Sede do Generalíssimo e Supervisor da Gestão Fluvial
- Bai Wenwei (1876-1947, condado de Shouxian, Anhui), comandante do Segundo Exército do Exército de Rebelião de Bandidos
- Ding Weifen (1874-1954, Rizhao, Shandong), Ministro das Obras do Ministério Executivo do Norte e membro do Comitê Permanente do Secretariado
- Shi Ying (1878-1943, Yangxin, Hubei), engenheiro do Governo Municipal de Guangzhou
- Zou Lu (1885-1954, Dabu, Guangdong), membro do Comitê Permanente do Comitê Central do PCC e Ministro do Departamento da Juventude, Presidente da Escola Normal Superior de Guangdong
- Tan Yankai (1880-1930, Chaling, Hunan), Secretário-Geral do Quartel-General do Generalíssimo, Governador da Província de Hunan e Comandante-em-Chefe do Exército de Hunan
- Qin Zhen (1885-1947, Taoyuan, Hunan), responsável pelos assuntos partidários na província de Hunan
- Tan Pingshan (1886-1956, Gaoming, Guangdong), membro do Comitê Permanente do Comitê Central do PCC e Ministro do Departamento de Organização do Comitê Central do PCC
- Shi Qingyang (1879-1935, Nanli, Sichuan), Comandante-em-Chefe do Exército da Primeira Rota do Exército Antijaponês de Sichuan e Comandante-em-Chefe da Força de Defesa da Fronteira Oriental de Sichuan
- Xiong Kewu (1885-1970, Sichuan Jingyan), comandante-chefe do Exército Antijaponês de Sichuan
- Li Dazhao (1888-1927, Laoting, Hebei), Secretário do Comitê Distrital Norte do Partido Comunista da China
- Enkhbattu (1888-1944, província de Chahar), membro executivo do Departamento do Partido da província de Chahar
- Wang Faqin (1870-1941, Gaoyang, província de Hebei), membro do Comitê Central de Revisão de Assuntos do Partido e membro executivo do Departamento Executivo de Pequim
- Yu Youren (1879-1964, Sanyuan, Shaanxi), presidente da Universidade de Xangai
- Yang Ximin (1886-1967, Binchuan, Yunnan), Comandante-em-Chefe do Exército de Yunnan diretamente subordinado ao Governo Central, Supervisor da Defesa da Fronteira Guangdong-Jiangxi-Hunan e Comandante-em-Chefe do Primeiro Exército
- Ye Chuqian (1886-1946, condado de Wuxian, província de Jiangsu), Ministro do Departamento da Juventude do Departamento Executivo de Xangai e Ministro do Departamento da Mulher
- Yu Shude (1894-1982, Jinghai, Hebei), membro do Partido Comunista da China e diretor do Departamento da Juventude do Departamento Executivo de Pequim[5]

### Membros suplentes do Comitê Executivo Central (17 pessoas)
- Shao Yuanchong (1890-1936, Shaoxing, Zhejiang), estudou na Universidade de Columbia
- Deng Jiayan (1883-1966, Guilin, Guangxi), conselheiro do Conselho Supremo de Guangxi e chefe da filial de Guangxi
- Shen Dingyi (1892-1928, Xiaoshan, Zhejiang), membro do Partido Comunista Chinês
- Mao Zuquan (1883-1952, Haimen, Jiangsu), conselheiro na sede da Mansão do Generalíssimo
- Li Zonghuang (1887-1978, Heqing, Yunnan), Comandante-em-Chefe de Jiangfang, Guangdong
- Baiyunti (1894-1980, Bandeira Karaqinzhong, Mongólia Interior), Comissário para Assuntos do Partido da Mongólia Interior
- Zhang Zhiben (1881-1976, Jiangling, Hubei), conselheiro na sede da Mansão do Generalíssimo
- Peng Sumin (1884-1924, Qingjiang, Jiangxi), Ministro do Departamento Central de Propaganda
- Mao Zedong (1893-1976, Xiangtan, Hunan), membro do Comitê Central do Partido Comunista Chinês[6]
- Fu Rulin (1896-1985, Anda, Heilongjiang), membro do Departamento Executivo Pequim-Xangai-Guangdong
- Yu Fangzhou (1900-1928, Ninghe, província de Hebei), membro do Partido Comunista da China, trabalhando na sede do Partido na província de Zhili
- Zhang Weicun (1897-1935, Tancheng, Shandong), presidente da Federação Estudantil de Shandong
- Qu Qiubai (1899-1935, Changzhou, Jiangsu), membro do Comitê Central do Partido Comunista da China e reitor da Universidade de Xangai
- Zhang Qiubai, Anhui, Ministro dos Assuntos do Partido e dos Negócios Estrangeiros da Sede Executiva Secreta do Comité Central do Partido Comunista da China
- Zhang Guotao (1897-1979, Pingxiang, Jiangxi), membro do Comitê Central do Partido Comunista da China
- Han Linfu (1900-1934, Yuci, Shanxi), membro do Partido Comunista da China, trabalhando no Comitê Distrital Norte do Partido Comunista da China
- Lin Zuhan (1886-1960, Linli, Hunan), membro do Partido Comunista da China, Ministro do Departamento Camponês do Comitê Central do Kuomintang[5]